# نيكوس تشاتزيس
نيكوس تشاتزيس (باليونانية: Νίκος Χατζής)‏ مواليد 3 يونيو 1976 في كالاماتا، هو مدرب كرة سلة يوناني ولاعب سابق. بدأ مسيرته الاحترافية في سنة 1995. يبلغ طوله 6 قدم 5 بوصة (2.0 م). اعتزل اللعب في 2015.

## المسيرة الاحترافية
لعب مع نادي إيه إي كي لكرة السلة من سنة 1995 إلى 2005، ثم لعب مع نادي أولمبياكوس لكرة السلة في موسم 2005–2006، ثم لعب مع نادي بانيونيس لكرة السلة في موسم 2006–2007.

## الإنجازات
- كأس اليونان لكرة السلة : (2000، 2001)

## روابط خارجية
- نيكوس تشاتزيس على موقع الاتحاد الدولي لكرة السلة (الإنجليزية)
- نيكوس تشاتزيس على موقع الدوري الأوروبي لكرة السلة (الإنجليزية)
- نيكوس تشاتزيس على موقع كرة السلة الأوروبية.كوم (الإنجليزية)
- نيكوس تشاتزيس على موقع DraftExpress.com (الإنجليزية)
- نيكوس تشاتزيس على موقع ريلجم (الإنجليزية)
- نيكوس تشاتزيس على موقع سبورتس رفرنس (الإنجليزية)